# Cosciniopsis peristomata
Cosciniopsis peristomata är en mossdjursart som först beskrevs av Campbell Easter Waters 1899.  Cosciniopsis peristomata ingår i släktet Cosciniopsis och familjen Gigantoporidae. Inga underarter finns listade i Catalogue of Life.